# ادوارد اسماعیلوف
ادوارد اسماعیلوف (اوکراینی: Едуард Юрійович Ісмайлов؛ زادهٔ ۸ مارس ۱۹۹۰) بازیکن فوتبال اهل اوکراین است.
از باشگاه‌هایی که در آن بازی کرده است می‌توان به باشگاه فوتبال آرارات ایروان اشاره کرد.
وی همچنین در تیم ملی فوتبال Ukraine U16 بازی کرده است.